# Chemické symboly nebezpečí
Chemické symboly nebezpečí jsou piktogramy bezpečnostní klasifikace reprezentující fyzická rizika chemických látek, jejich zdravotní rizika a rizika pro životní prostředí. Spolu se signálními slovy, bezpečnostními větami, pokyny k zacházení a pokyny pro případ incidentu jsou součástí Globálně harmonizovaného systému klasifikace a označování chemikálií (GHS) přijatého OSN a převzatého do legislativy členských států a Evropské unie.

## Symboly GHS
V Evropské unii globálně harmonizovaný systém plně platí od června 2015. Je rozlišováno 9 základních symbolů společně s řadou přepravních symbolů:

GHS01 výbušné látky
GHS02 hořlavé látky
GHS03 oxidační látky
GHS04 plyny pod tlakem
GHS05 korozivní a žíravé látky
GHS06 toxické látky
GHS07 dráždivé látky
GHS08 látky nebezpečné pro zdraví
GHS09 látky nebezpečné pro životní prostředí

## Původní symboly
Na nově prodávaných výrobcích se již nelze setkat s 10 původními varovnými symboly. Ty bylo v Evropské unii možné uvádět pro chemické látky do listopadu 2010 a pro směsi do května 2015. Původní symboly lze nicméně nalézt na starších výrobcích:

E výbušný
F+ extrémně hořlavý
F vysoce hořlavý
O oxidující
T+ vysoce toxický
T toxický
X zdraví škodlivý
C žíravý
Xi dráždivý
N nebezpečný pro životní prostředí